# Falla Nou Campanar

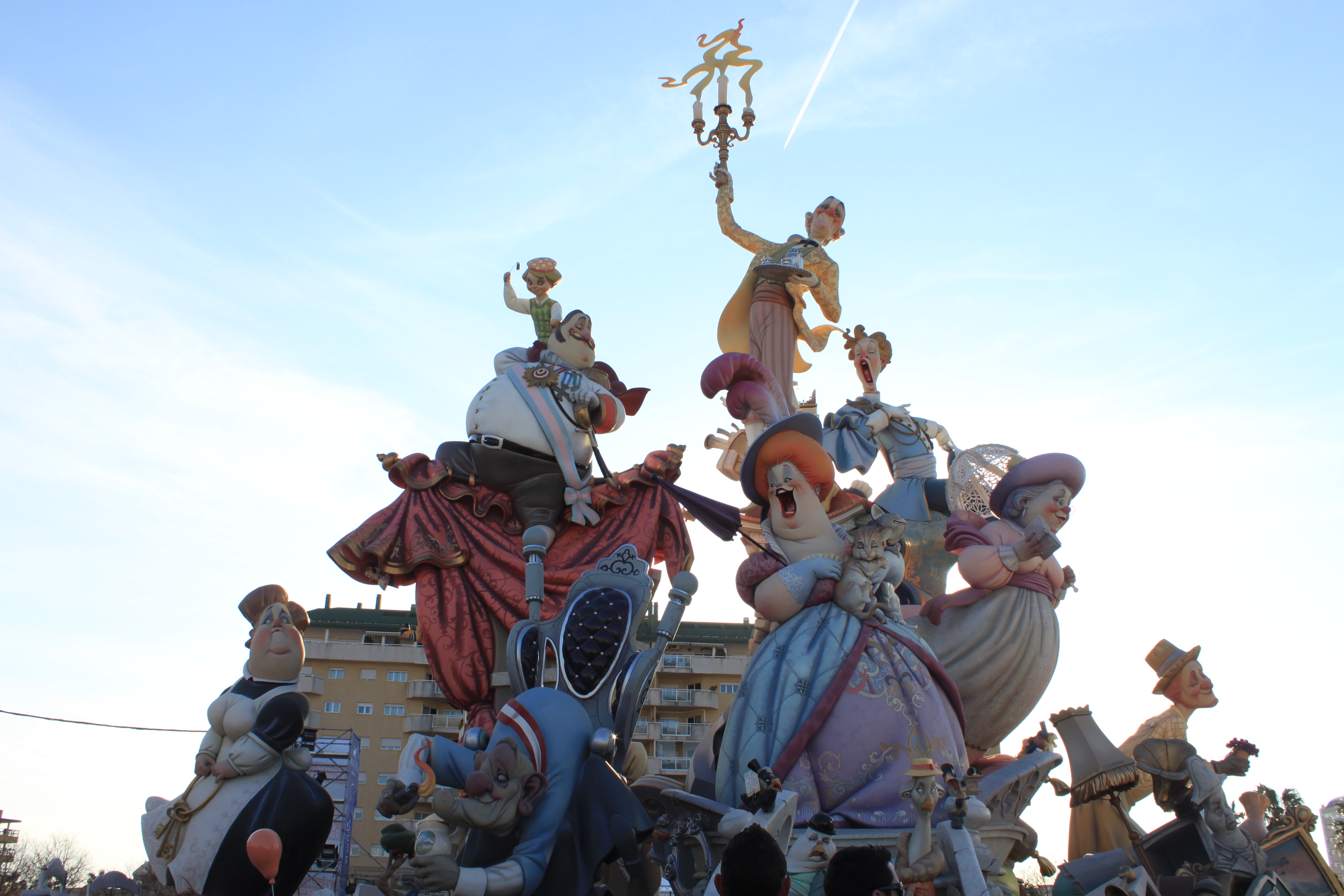
Falla de 2012, obra de Miguel Santaeulalia Serrán

La comisión fallera Pediatra Jorge Comin-Serra Calderona, nombre oficial con el cual se registró en Junta Central Fallera y conocida popularmente como Nou Campanar, fue una de las asociaciones falleras de la ciudad de Valencia que presentó sus Fallas en sección 1A y en sección especial.
Fue fundada en el año 2002 por un grupo de amigos y falleros en un barrio de nueva creación situado al oeste de la ciudad, entrando a competir en la Sección Primera y plantando su primer Falla en 2003. En 2004 pasó a competir en la Sección Especial.
A pesar de su corta trayectoria, las Fallas plantadas por esta comisión han ganado numerosos premios. La falla mayor ganó el primer premio de la Sección Especial durante seis años consecutivos, entre 2004 y 2009. Tanto la falla mayor como la infantil han conseguido el premio de la mejor falla de la ciudad siete veces en tan solo diez años de historia, por lo que se ha convertido en la falla que ha ganado más primeros premios en menor tiempo, además de ser por el momento la falla con más primeros premios del siglo XXI.
El éxito de esta falla se ha debido en gran parte a las contribuciones económicas de su presidente, el empresario inmobiliario Juan Armiñana, y de otros inversores privados. Asimismo, los primeros premios son fruto de la experiencia en el mundo fallero de Juan Armiñana y del talento innato de los artistas falleros que han sido contratados, destacando a Pedro Santaeulalia (que plantó la falla grande hasta el año 2008), Julio Monterrubio y Miguel Santaeulalia, que plantó por primera vez en 2011. También hay que destacar a los artistas encargados estos últimos años del monumento infantil, Miguel Santaeulalia Núñez, Miguel Santaeulalia Serrán y Julio Monterrubio.

## Historia y récords
El nombre oficial de la comisión fallera era Pediatra Jorge Comín-Serra Calderona, el cruce de las calles entre las que está situada. Sin embargo, siempre ha sido más ampliamente conocida como Nou Campanar, ya que era la única comisión fallera del barrio del mismo nombre. 
En el año 2004, la falla de Nou Campanar entró a competir en la Sección Especial, ganando el Primer Premio tanto de la falla mayor como de la infantil. Esto se repetiría durante cuatro años consecutivos, hasta el año 2007. En el año 2005, la falla mayor ya batió récords con un presupuesto de aproximadamente 600.000€. En el año 2006, el presupuesto de la falla mayor fue de 600.000€, mientras que el de la falla infantil fue de alrededor de 120.000€, un presupuesto que se ajusta más bien al de una falla mayor de la Sección Especial. En el año 2007, la falla mayor volvió a batir varios récords, entre ellos el de mayor altura (más de 30 metros) y mayor presupuesto, que fue de 720.000€. En el 2008, la falla mayor volvió a batir o igualar estos récords, con un presupuesto de casi 900.000€, una altura de 28 metros y una envergadura de 30 metros. Este fue el último año en el que plantó Pedro Santaeulalia. En el 2009, la falla mayor, plantada por Julio Monterrubio, consiguió el sexto primer premio consecutivo, volviendo a batir récords con un presupuesto de aproximadamente 1.000.000 de €, el mayor que alcanzó.
Tras 2 años sin obtener el máximo galardón (segundo premio en 2010 y tercero en 2011), en el año 2012 consiguió su séptimo primer premio, con la falla realizada por Miguel Santaeulalia, con un presupuesto de 400.000 euros. En 2013 obtuvo el segundo premio. 
En 2013, el presidente Juan Armiñana (cuya constructora había entrado en concurso de liquidación en 2011, al no superar el concurso de acreedores) abandona la falla, y con él la mayor parte de los falleros de la comisión, lo que significó la pérdida de una parte importante de los ingresos económicos de la falla, ya que era uno de los principales inversores, comenzando así su declive. El grupo de falleros restante, con el nuevo presidente Antonio Platero, trató de darle un nuevo rumbo a la falla, diferente al que había tenido hasta el momento, más acorde con la nueva situación económica y social. Por esto, en 2014 decidió apostar por fallas de carácter experimental (siendo la primera falla de la Sección Especial que participa en el concurso de experimentales), con la falla Menuda Menina. Sin embargo, ese mismo año la falla se quedó sin premio por primera vez en su historia. Tras un año 2015 difícil, con un monumento nuevamente experimental (Ekklesía) que costó 90.000€, la falla se quedó por segundo año consecutivo sin premio. Las lluvias y el viento el día 18 de marzo acabaron con la falla en el suelo, ya que estaba compuesta simplemente por tubos de cartón, por lo que al día siguiente no se pudo quemar como estaba previsto.
A finales de 2015, debido a la ausencia de Armiñana, la comisión de la falla decidió que no participarían en la Sección Especial, y que no plantarían ningún monumento fallero en el año 2016. Debido a los problemas económicos y a la falta de falleros, la comisión se vio obligada a echar el cierre temporalmente, a la espera de tratar de reorganizarse para ver si podrían volver a plantar el año siguiente. Sin embargo, en junio de 2016, tras un pleno de la Junta Central Fallera, la falla se disolvió definitivamente, puesto que seguían sin tener posibilidades de plantar dos años después.

## Situación en la ciudad
El gran tamaño de la mayoría de los monumentos hizo que en muchas ocasiones la falla fuera plantada en solares en vez de en cruces de calles.
El primer año en el que compitió (2003), la falla se situó en el cruce de las calles Pediatra Jorge Comín-Serra Calderona.
Al año siguiente (2004), el primero que participó en la Sección Especial, se plantó en el cruce Pediatra Jorge Comín-Luis Buñuel.
Entre los años 2005 a 2007, se plantó en el solar cuadrangular delimitado por las calles Jorge Comín, Luis Buñuel, Poeta Rafael Alberti y la avenida Maestro Rodrigo. En el año 2012 volvió a plantarse en este solar.
En los años 2008 a 2010 se trasladó a un solar triangular propiedad del Ayuntamiento de Valencia, delimitado por las calles Jorge Comín, Hernández Lázaro y Evaristo Crespo Azorín.
En el año 2011, la falla se plantó en el cruce de las calles Pediatra Jorge Comín-Luis Buñuel, igual que en 2004.

## Críticas
El éxito de la falla de Nou Campanar y los récords que ha batido le han supuesto el recibimiento de críticas por parte de diversos sectores, especialmente de otras comisiones falleras, que se quejaban de que la gran diferencia de presupuesto hacía imposible la competencia. Aun así, la falla de Nou Campanar volvió a ganar el primer premio de la Sección Especial con un presupuesto de 400.000 € en el año 2012, ya que la Federación de Fallas de la Sección Especial, presidida por Juan Armiñana desde el año anterior, había eliminado el límite de presupuesto de la Sección Especial para ese año. Otros sectores también profirieron críticas en relación con el excesivo carácter monumentalista de la falla, criticando que no reflejaba adecuadamente la fiesta, ya que a su parecer se la comercializaba y pretendía convertirla en una simple "trampa para turistas". 

## Premios
Falla Mayor
- Año 2003. Lema: La Banca Gana. Artistas: Agustín Villanueva, Alejandro Sataeulalia y Jordi Ballester.    Segundo Premio Sección Primera
- Año 2004. Lema: El que espera, desespera. Artista: Pedro Santaeulalia Serrán.  Primer Premio Sección Especial
- Año 2005. Lema: Ser o no ser. Artista: Pedro Santaeulalia Serrán.  Primer Premio Sección Especial
- Año 2006. Lema: Tot a cent. Artista: Pedro Santaeulalia Serrán.  Primer Premio Sección Especial
- Año 2007. Lema: Albufera's Cup. El desafío. Artista: Pedro Santaeulalia Serrán.  Primer Premio Sección Especial
- Año 2008. Lema: Quant de conte. Artista: Pedro Santaeulalia Serrán.  Primer Premio Sección Especial
- Año 2009. Lema: Esta falla tiene... mucha tela. Artista: Julio Monterrubio.  Primer Premio Sección Especial
- Año 2010. Lema: El Beso. Artista: Pere Baenas.  Segundo Premio Sección Especial
- Año 2011. Lema: Casting. Artista: Miguel Santaeulalia.   Tercer Premio Sección Especial
- Año 2012. Lema: Con lo que hemos sido... Artista: Miguel Santaeulalia.   Primer Premio Sección Especial
- Año 2013. Lema: Castillo de naipes. Artista: Julio Monterrubio.   Segundo Premio Sección Especial
- Año 2014. Lema: Menuda Menina. Artista: Manolo García. Sin Premio Sección Especial
- Año 2015. Lema: Ekklesía. Artistas: David Moreno y el arquitecto Miguel Arraiz. Sin Premio Sección 4a

Falla Infantil
- Año 2003. Lema: Por Amor. Artista: Abel Monteagudo.   Primer Premio Sección Primera Infantil
- Año 2004. Lema: Estem com una gàbia. Artista: Miguel Santaeulalia.  Primer Premio Sección Especial Infantil
- Año 2005. Lema: Un dia al mercat. Artista: Miguel Santaeulalia.  Primer Premio Sección Especial Infantil
- Año 2006. Lema: Canción de cuna. Artista: Julio Monterrubio.  Primer Premio Sección Especial Infantil
- Año 2007. Lema: Unes falles la mar de salades. Artista: Julio y Julio Sergio Monterrubio.  Primer Premio Sección Especial Infantil
- Año 2008. Lema: Abans Foren Xiquets. Artista: Miguel Santaeulalia Serrán.  Segundo Premio Sección Especial Infantil
- Año 2009. Lema: Si Sol Fa, Sona Be. Artista: Bernardo Estela.  Tercer Premio Sección Especial Infantil
- Año 2010. Lema: Dioses y Leyendas. Artista: Julio Monterrubio.  Segundo Premio Sección Especial Infantil
- Año 2011. Lema: La Boda de mis padres...En Fotos. Artista: Julio Monterrubio.   Primer Premio Sección Especial Infantil
- Año 2012. Lema: Carrusel de Emociones. Artista: Julio Monterrubio.   Primer Premio Sección Especial Infantil
- Año 2013. Lema: Jardí Botánic, Imagine... . Artista: Julio Monterrubio.   Primer Premio Sección Especial Infantil
- Año 2014. Lema: Metamorfosis. Artista: David Moreno. Sexto Premio Sección Especial Infantil
- Año 2015. Lema: Taracea. Artista: Miguel Arraiz i David Moreno Sin Premio Sección Especial

## Intentos de regreso
En abril de 2019 se anunció públicamente el intento de regreso de la falla Nou campanar. Para ello, se presentó un proyecto de nueva comisión ante la sede de Junta Central Fallera rubricada por más de 100 personas, entre los que se encuentran también exfalleros de esta extinta comisión. A pesar de que el proyecto se presentó inicialmente como Pediatra Jorge Comins-Luis Buñuel, el último emplazamiento en el que plantó la comisión, el nombre al que podrían optar sería previsiblemente el de Luis Buñuel-Rafael Alberti, ya que la falla vecina, Hernández Lázaro-Valle de la Ballestera, ha solicitado la ampliación de su demarcación hasta este punto.

## Galería

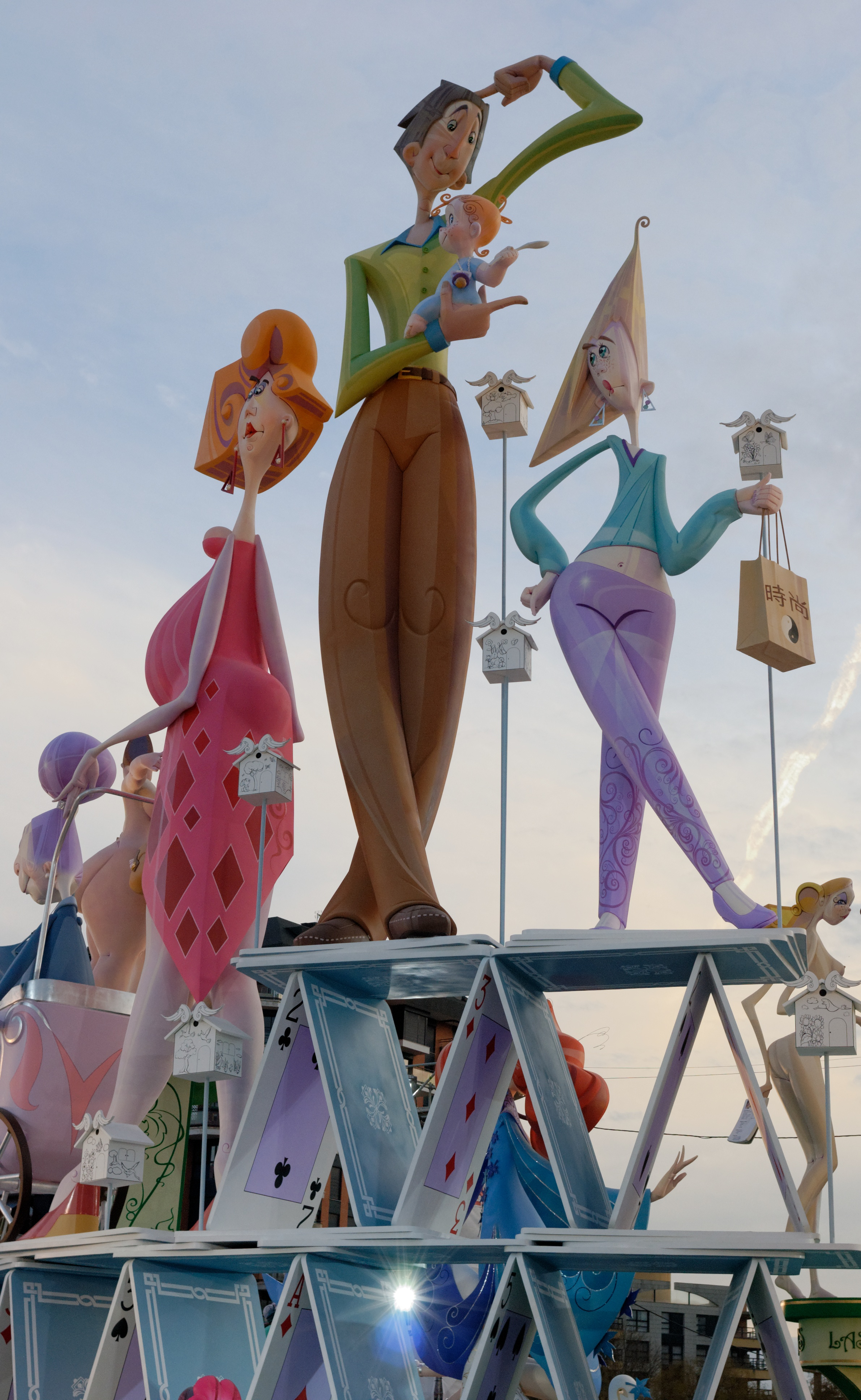
Falla de 2013.
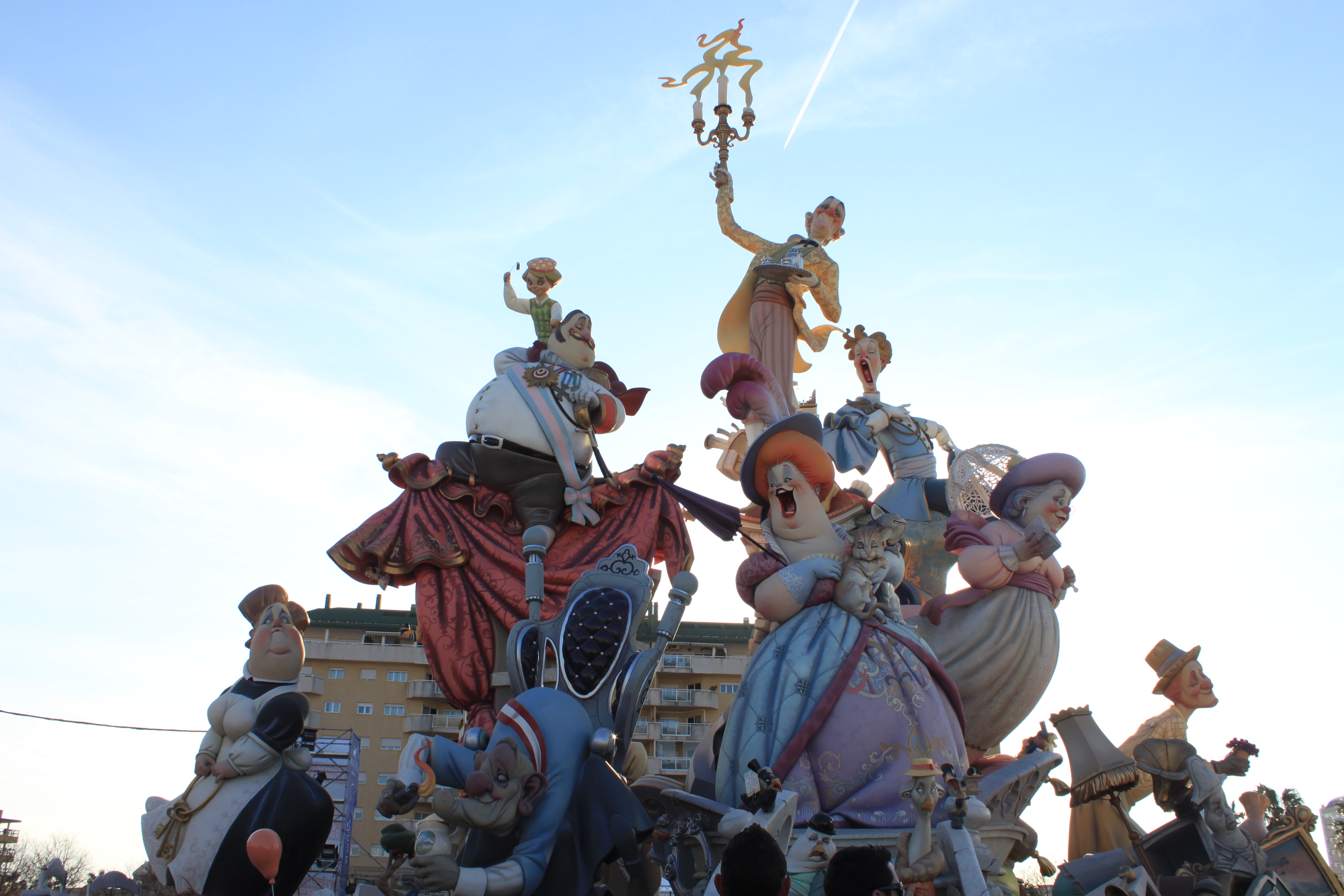
Falla de 2012.
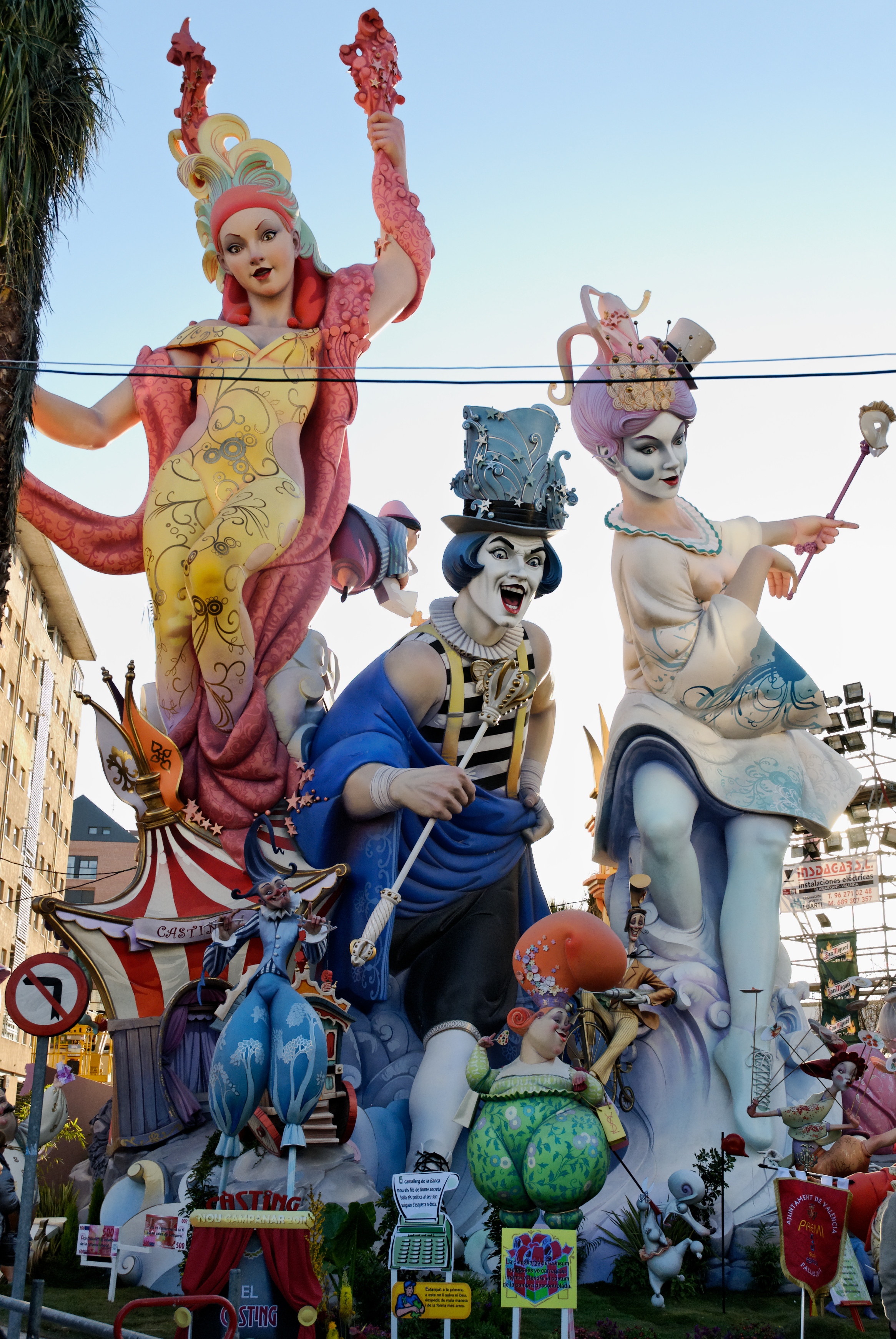
Monumento de 2011.
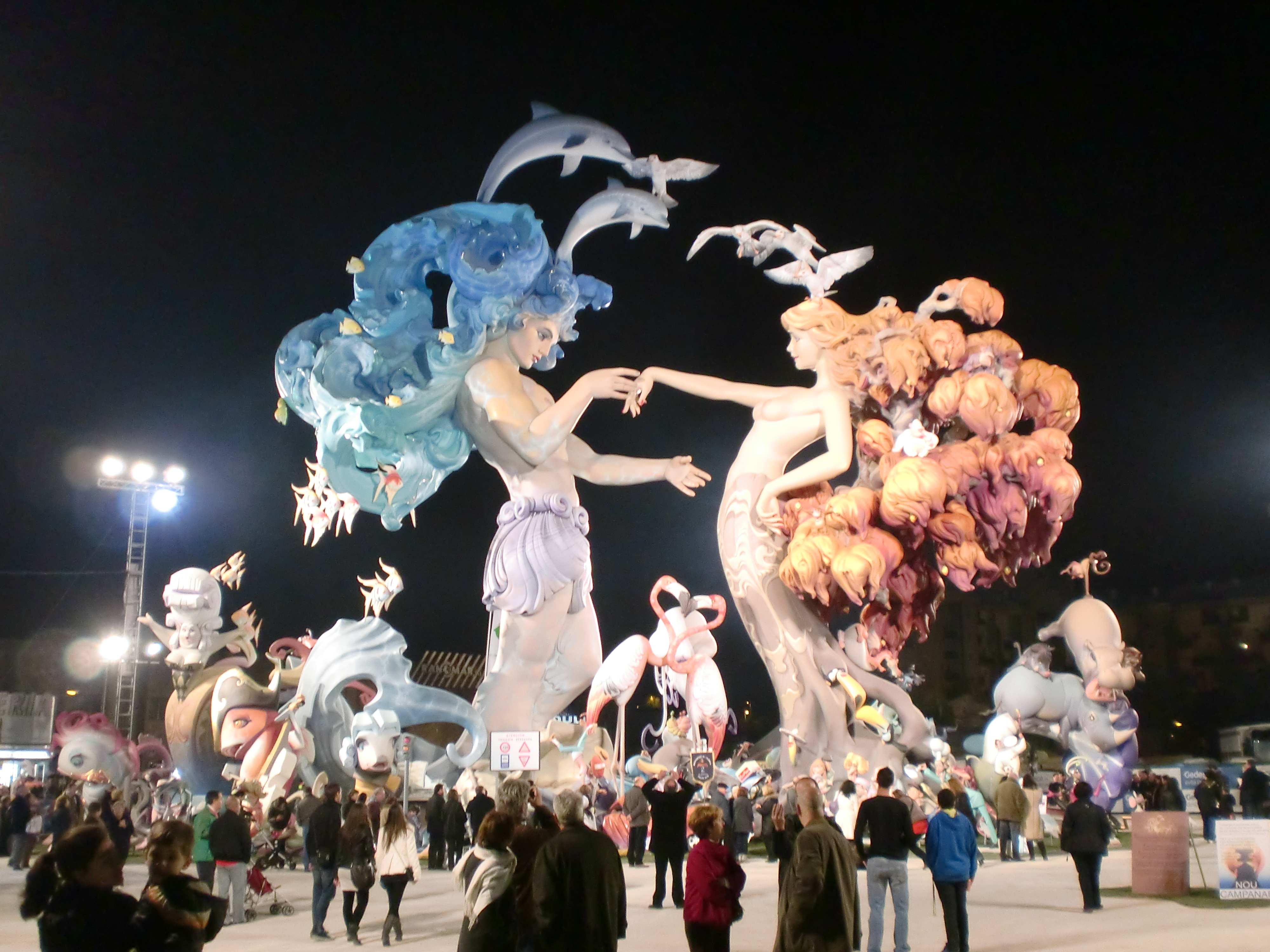
Falla de 2010.
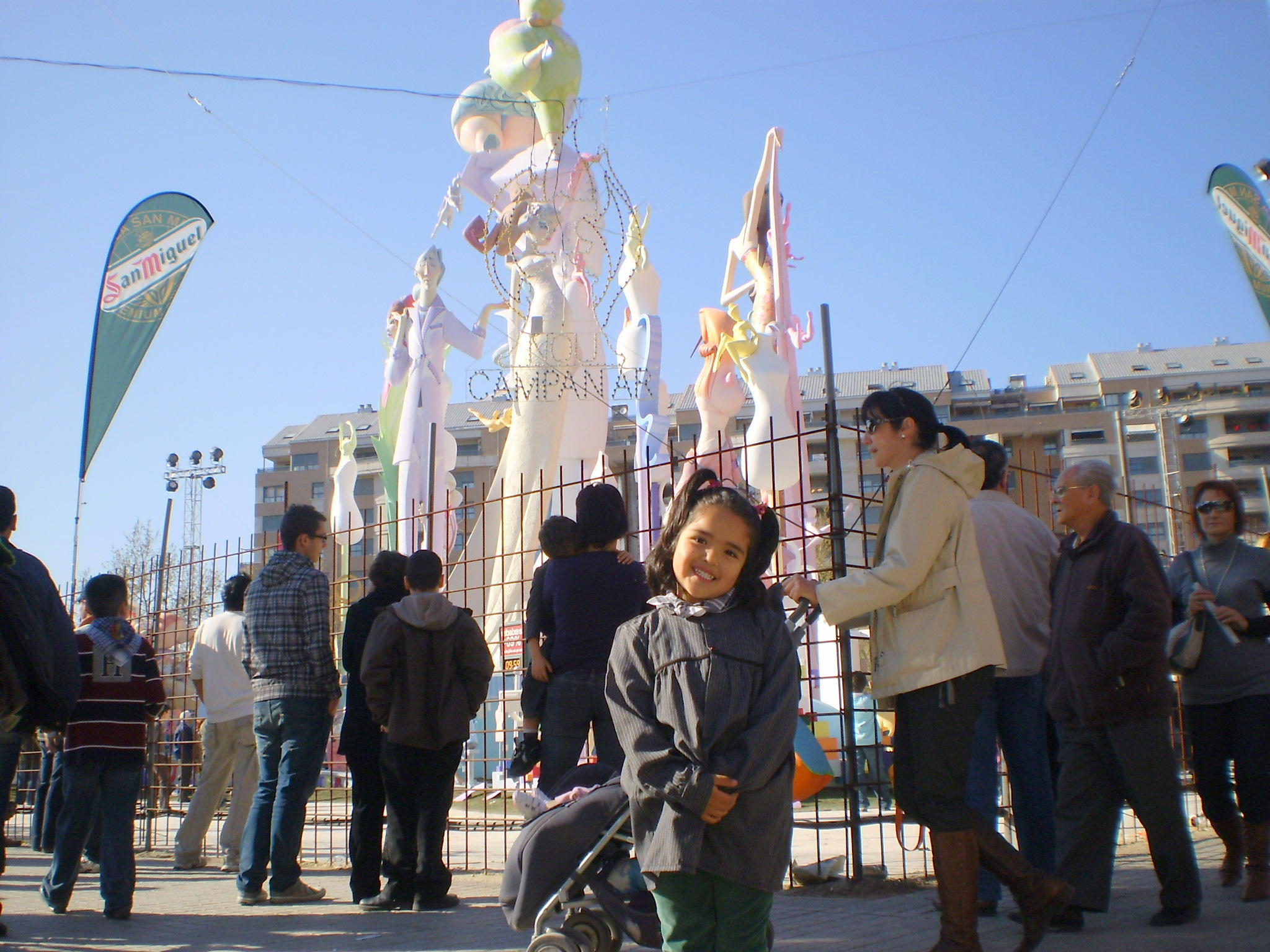
Falla de 2009.
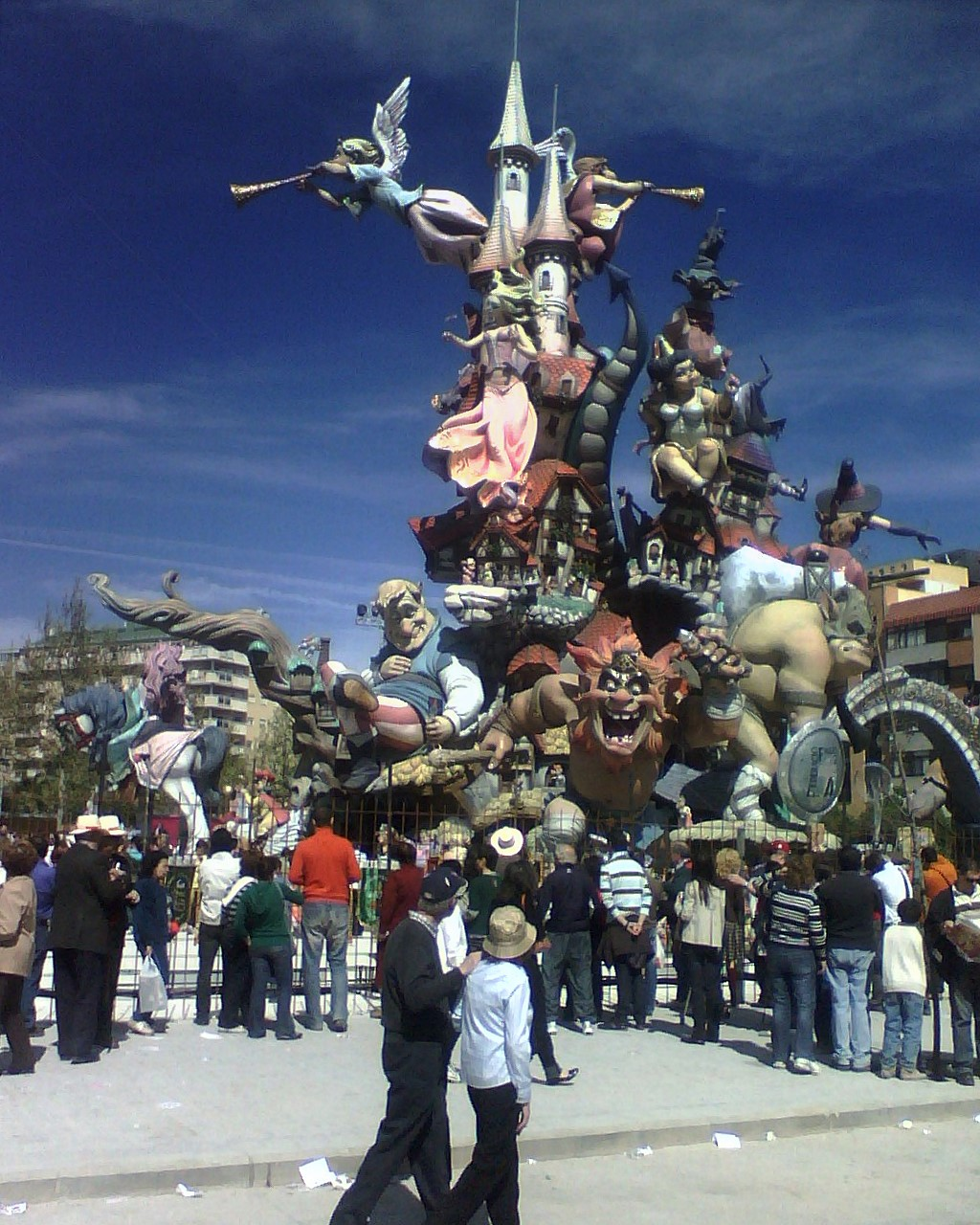
Falla de 2008.
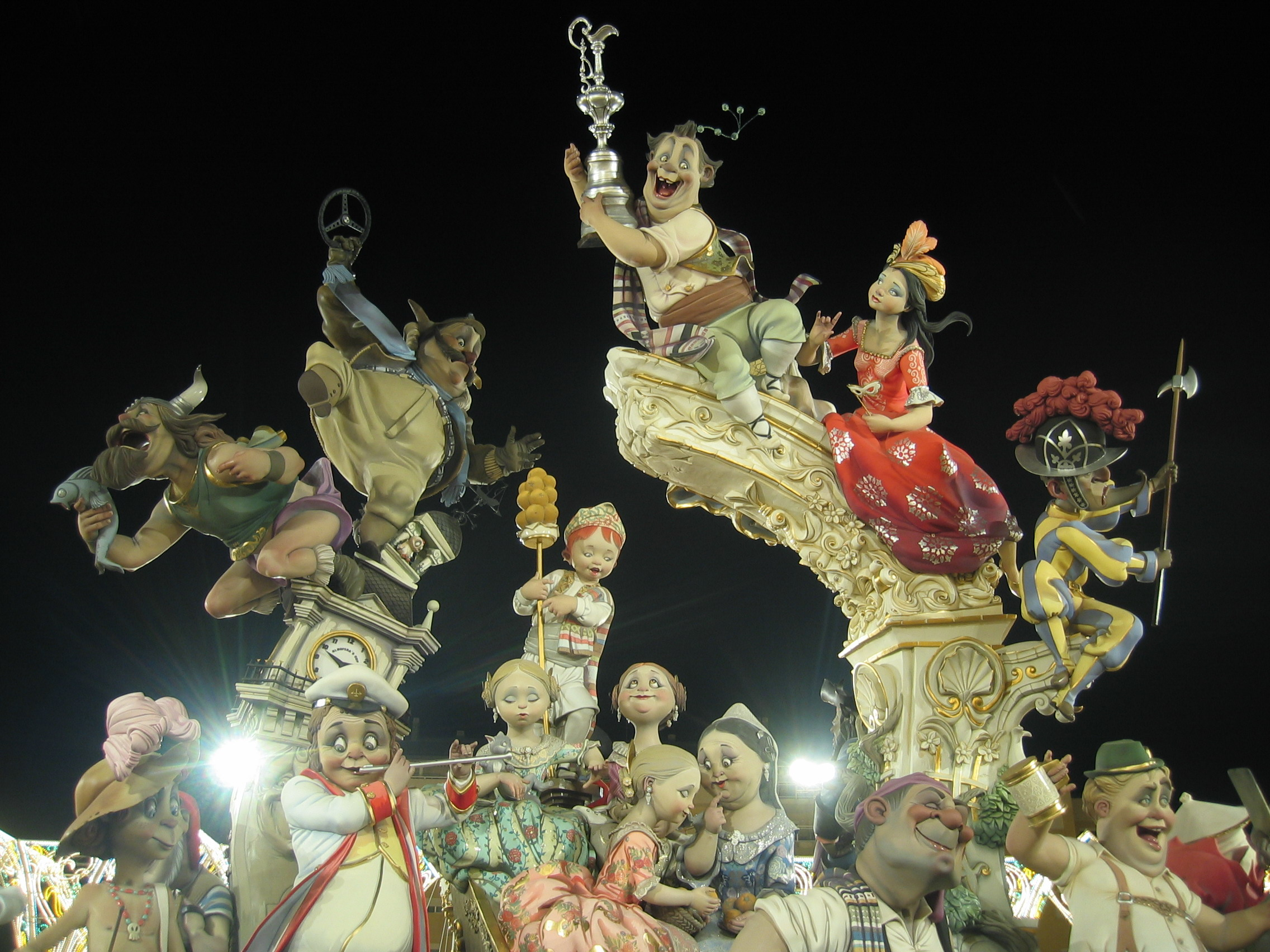
Falla de 2007.
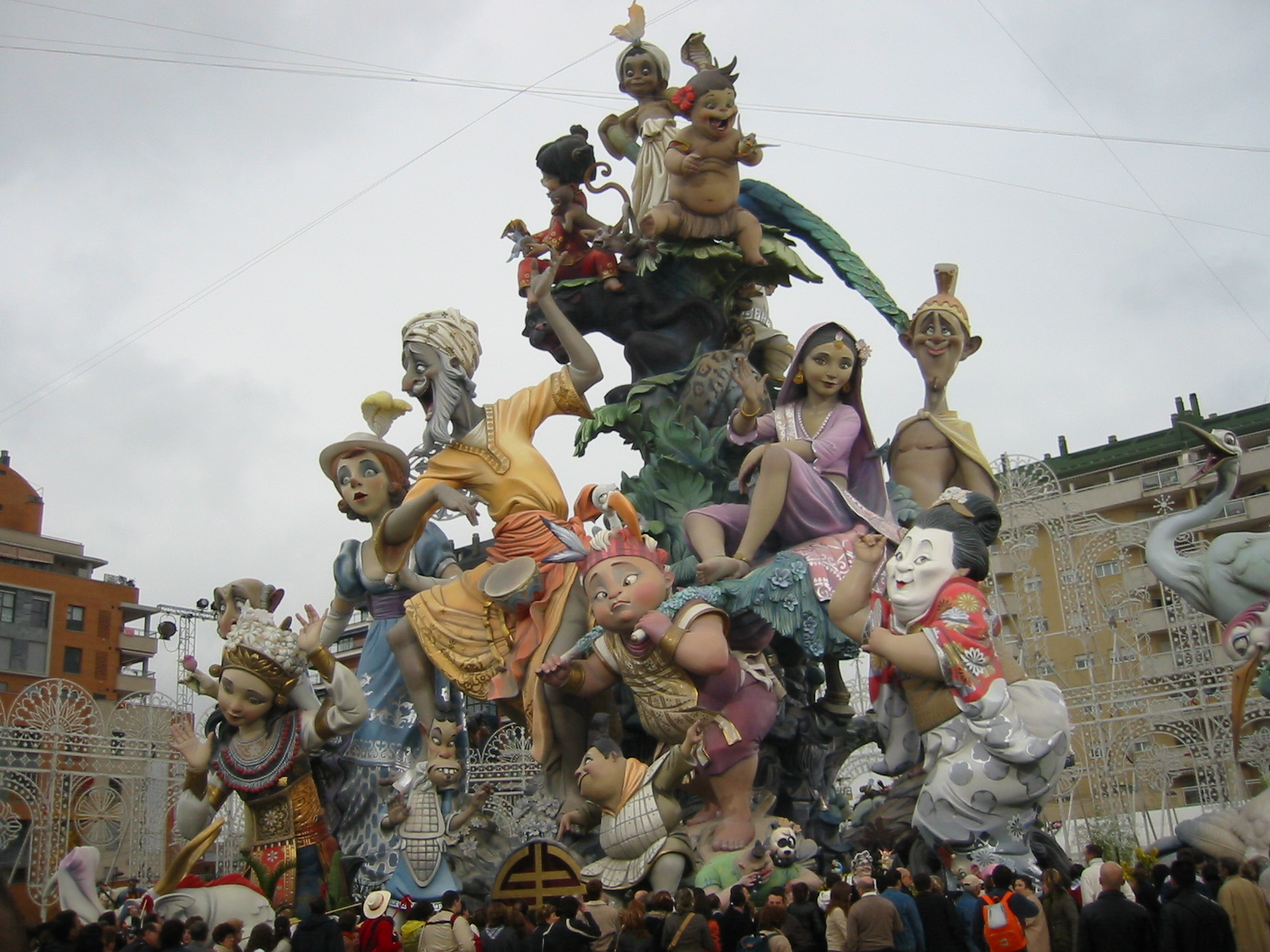
Falla de 2006.